# Андреевский сельский совет (Широковский район)
Андреевский сельский совет (укр. Андріївська сільська рада) — входит в состав
Широковского района
Днепропетровской области
Украины.
Административный центр сельского совета находится в 
с. Андреевка.

## Населённые пункты совета
- с. Андреевка
- с. Весёлый Став
- с. Городоватка
- с. Могилёвка
- с. Радевичево